# Sahún
Sahún – gmina w Hiszpanii, w prowincji Huesca, w Aragonii, o powierzchni 73,36 km². W 2011 roku gmina liczyła 340 mieszkańców.